# Rosemont (Maryland)
Rosemont és una població dels Estats Units a l'estat de Maryland. Segons el cens del 2000 tenia 273 habitants.

## Demografia
Segons el cens del 2000, Rosemont tenia 273 habitants, 104 habitatges, i 76 famílies. La densitat de població era de 188,2 habitants per km².
Dels 104 habitatges en un 26% hi vivien nens de menys de 18 anys, en un 63,5% hi vivien parelles casades, en un 8,7% dones solteres, i en un 26,9% no eren unitats familiars. En el 16,3% dels habitatges hi vivien persones soles el 10,6% de les quals corresponia a persones de 65 anys o més que vivien soles. El nombre mitjà de persones vivint en cada habitatge era de 2,63 i el nombre mitjà de persones que vivien en cada família era de 3,04.
Per edats la població es repartia de la següent manera: un 19,8% tenia menys de 18 anys, un 5,9% entre 18 i 24, un 23,1% entre 25 i 44, un 31,9% de 45 a 60 i un 19,4% 65 anys o més.
L'edat mediana era de 46 anys. Per cada 100 dones de 18 o més anys hi havia 87,2 homes.
La renda mediana per habitatge era de 59.750 $ i la renda mediana per família de 66.875 $. Els homes tenien una renda mediana de 52.000 $ mentre que les dones 31.806 $. La renda per capita de la població era de 24.382 $. Cap de les famílies i l'1% de la població estaven per davall del llindar de pobresa.

## Poblacions més properes
El següent diagrama mostra les poblacions més properes.